# Piazza della Cisterna
La Piazza della Cisterna est une place située dans le centre historique de San Gimignano, en Toscane.

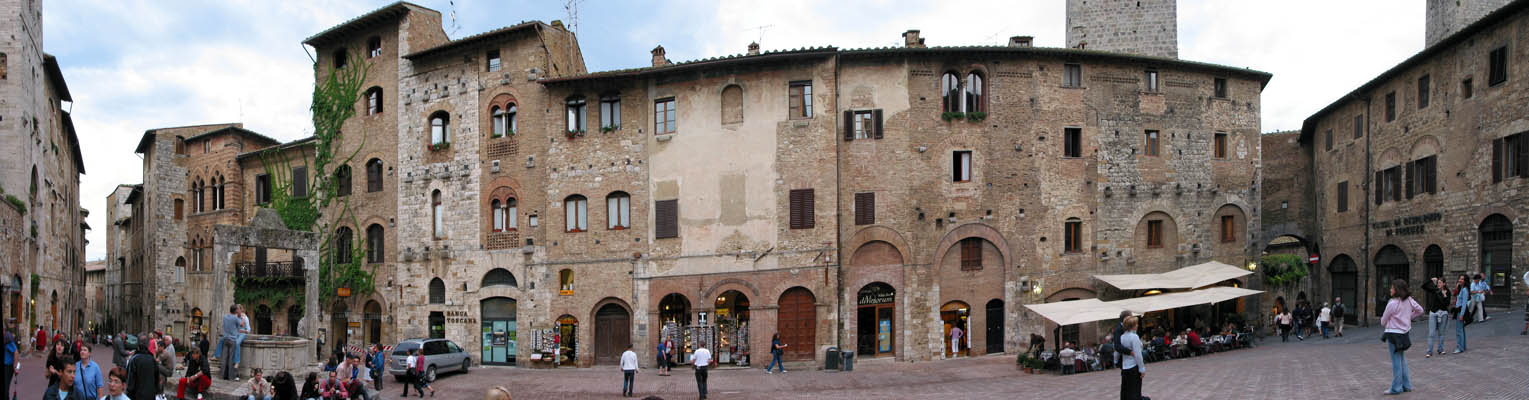
Piazza della Cisterna.

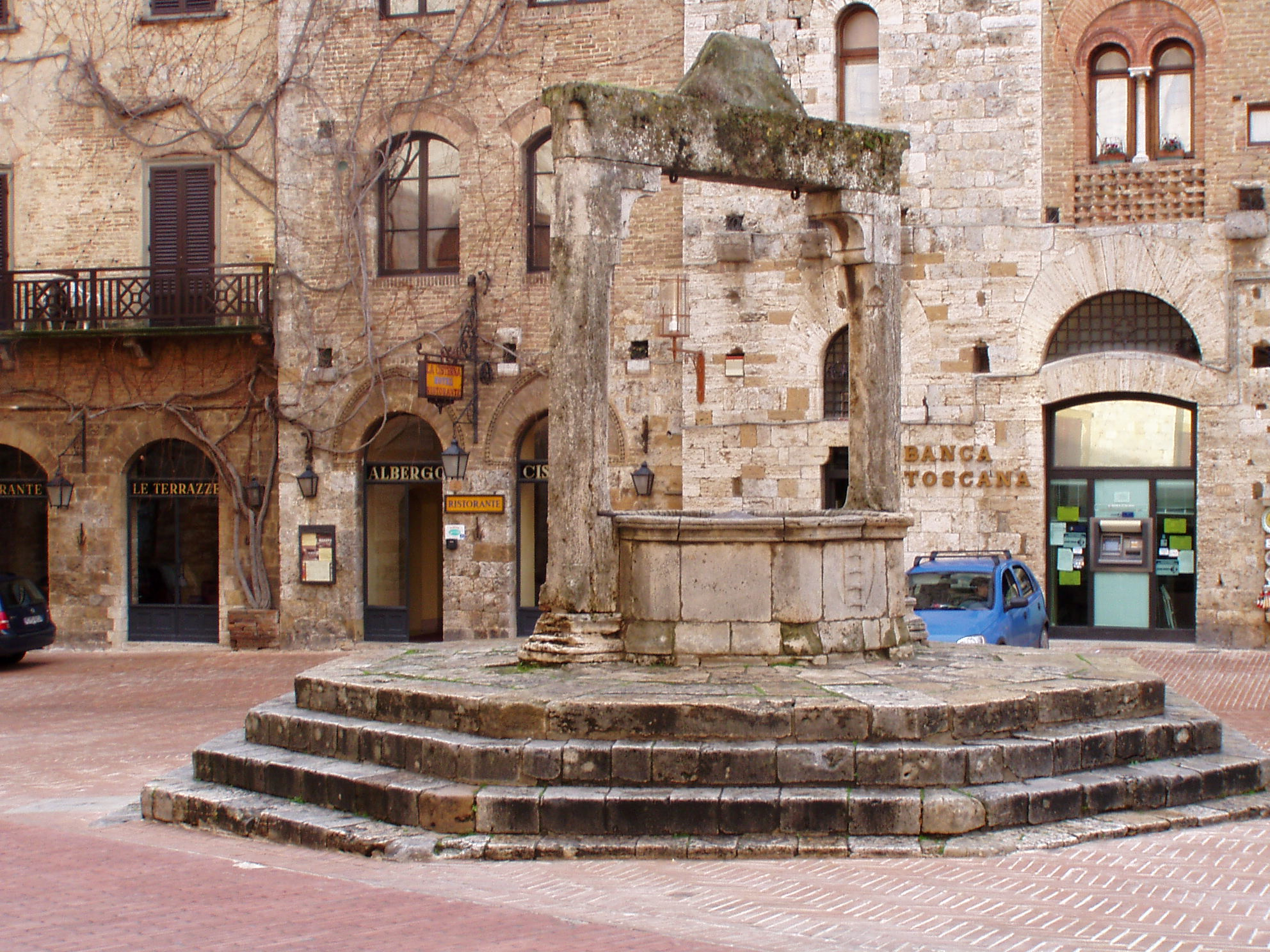
La citerne ou fontaine.

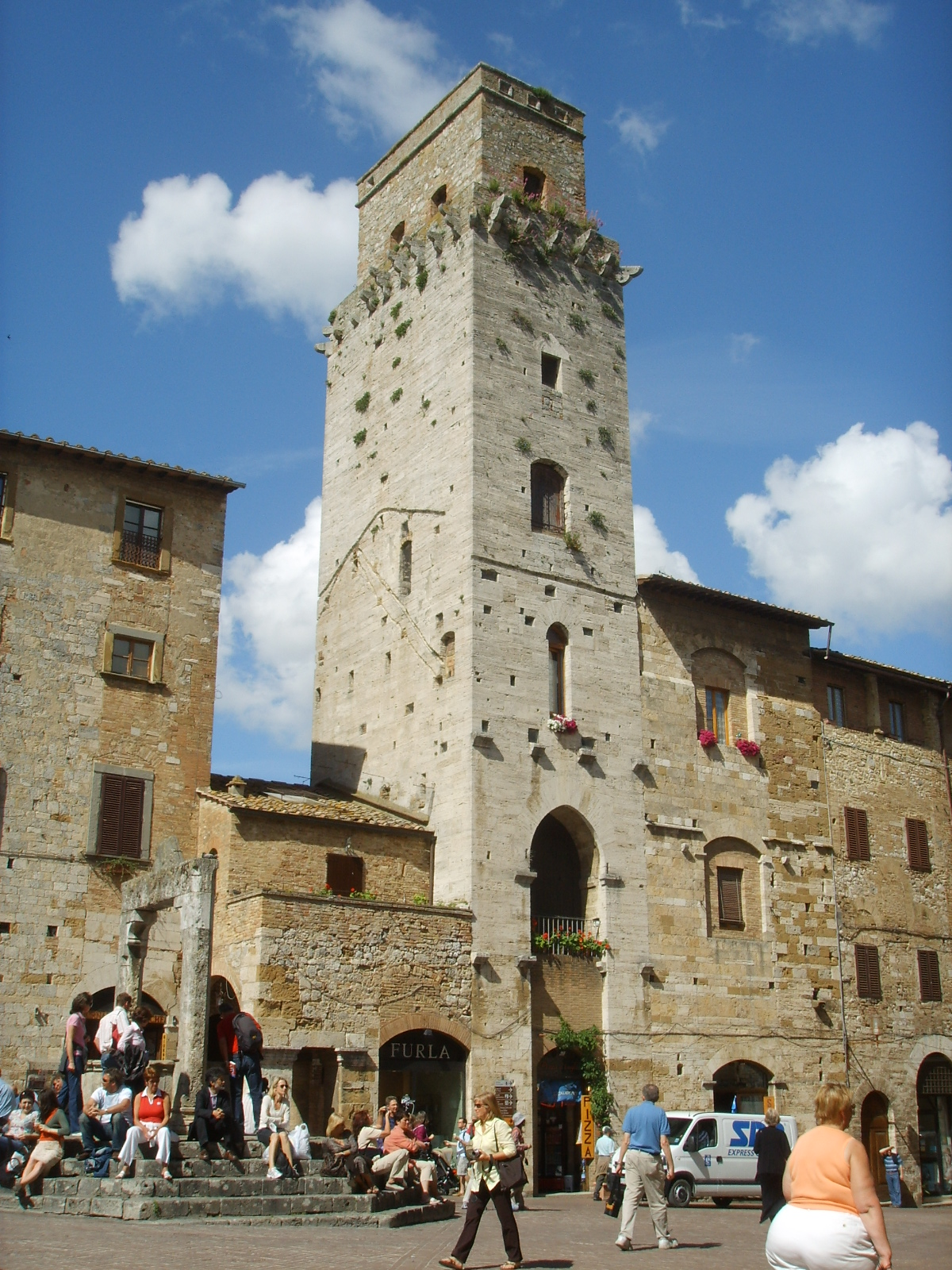
La tour du diable (Torre del Diavolo).

Elle est avec la Piazza del Duomo, l'une des deux places autour desquelles s'est développée la ville. La place est située à l'intersection de deux voies principales du bourg médiéval  (la via Francigena sur l'axe nord-sud, et la via Pise-Sienne sur l'axe est-ouest). Alors que la Piazza del Duomo fut autant un centre religieux que politique (avec la  Collegiale et les deux palais du Podestat), la Piazza della Cisterna était destiné aux marchés ainsi qu'aux festivals et  tournois. Son aménagement actuel date du Duecento, en vertu des dispositions de la commune gibeline.
La place, de plan triangulaire, doit son nom à une citerne d'eau souterraine de 1287, surmontée d'une monumentale vera da pozzo en travertin sur piédestal octogonal, et agrandie en 1346 sous le podestat de Guccio Malavolti.

## Description
Ceinte de maisons nobiliaires et de tours médiévales, elle a une forme triangulaire et est reliée à la proche Piazza del Duomo par un passage ouvert. Son sol pavé de briques à chevrons présente une légère déclivité naturelle.
Du côté sud-ouest, à l'extrémité méridionale se trouve l'Arco dei Becci (it), ancienne porte de la première enceinte de murailles du Haut Moyen Âge.
La porte est flanquée de massives tours rectangulaires des Becci (it) (à gauche) et des Cugnanesi (it) (à droite).
Poursuivant vers la droite, les édifices les plus importants sont situés proche de la citerne : le palazzo Razzi (it), la casa Salvestrini (it) (autrefois hôpital), et le palazzo Tortoli adjacent à une tour tronquée ayant appartenu au capitaine du peuple.
Passé l'accès à la via di Castello, le côté septentrional est caractérisé par le palazzo dei Cortesi (it) et l'impressionnante tour du diable (it), flanquée par les maisons des Cattani.
Le côté occidental est orné par diverses tours, comme les tours jumelles des Ardinghelli (it) et la tour palazzo Pellari (it).